# Gouvernement Nouira
République tunisienne
Ladgham Mzali
Le gouvernement Nouira est le quatrième gouvernement tunisien formé après l'indépendance et le deuxième formé après la restauration du poste de Premier ministre. Son chef, Hédi Nouira, est nommé Premier ministre par intérim le 9 octobre 1970, en raison de l'absence de Bahi Ladgham retenu au Caire depuis le 21 septembre par les tentatives de conciliation relatives à la crise de Septembre noir. Il assure sa fonction jusqu'au 1er mars 1980, date à laquelle Mohamed Mzali est nommé comme coordinateur de l'action gouvernementale, jusqu'à sa nomination comme Premier ministre le 23 avril de la même année.

## Composition initiale
La composition initiale du gouvernement de Hédi Nouira est annoncée le 6 novembre 1970 par le Premier ministre, à Dar El Bey.

### Ministres
| Image | Portefeuille                                                |  | Nom               | Parti |
| ----- | ----------------------------------------------------------- |  | ----------------- | ----- |
|       | Premier ministre                                            |  | Hédi Nouira       | PSD   |
|       | Ministre de la Justice                                      |  | Mohamed Fitouri   | PSD   |
|       | Ministre des Affaires étrangères                            |  | Mohamed Masmoudi  | PSD   |
|       | Ministre de l'Intérieur                                     |  | Ahmed Mestiri     | PSD   |
|       | Ministre de la Défense nationale                            |  | Hassib Ben Ammar  | PSD   |
|       | Ministre des Finances                                       |  | Abderrazak Rassaa | PSD   |
|       | Ministre de l'Économie nationale                            |  | Tijani Chelli     | PSD   |
|       | Ministre de l'Agriculture                                   |  | Abdallah Farhat   | PSD   |
|       | Ministre de l'Éducation nationale                           |  | Chedly Ayari      | PSD   |
|       | Ministre de la Santé                                        |  | Driss Guiga       | PSD   |
|       | Ministre des Travaux publics et de l'Habitat                |  | Lassaad Ben Osman | PSD   |
|       | Ministre des Affaires culturelles et de l'Information       |  | Habib Boularès    | PSD   |
|       | Ministre de la Jeunesse et du Sport                         |  | Tahar Belkhodja   | PSD   |
|       | Ministre délégué auprès du Premier ministre, chargé du Plan |  | Mansour Moalla    | PSD   |

### Secrétaires d'État
| Image | Fonction                                                      | Ministère de rattachement                       |  | Nom               | Parti |
| ----- | ------------------------------------------------------------- | ----------------------------------------------- |  | ----------------- | ----- |
|       | Secrétaire général du gouvernement                            | Premier ministère                               |  | Baccar Touzani    | PSD   |
|       | Secrétaire d'État aux Affaires sociales                       | Ministère des Affaires sociales                 |  | Sadok Ben Jemâa   | PSD   |
|       | Secrétaire d'État aux Postes, Télégraphes et Téléphones       | Ministère des Postes, Télégraphes et Téléphones |  | Habib Ben Cheikh  | PSD   |
|       | Secrétaire d'État à l'Économie nationale                      | Ministère de l'Économie nationale               |  | Mekki Zidi        | PSD   |
|       | Secrétaire d'État à l'Agriculture                             | Ministère de l'Agriculture                      |  | Mustapha Zaanouni | PSD   |
|       | Secrétaire d'État à l'Agriculture                             | Ministère de l'Agriculture                      |  | Mohamed Ghedira   | PSD   |
|       | Secrétaire d'État à l'Enseignement technique et professionnel | Ministère de l'Éducation nationale              |  | Fredj Jabbes      | PSD   |

## Remaniements

### Remaniement du 24 juin 1971
| Portefeuille                                          | Nom          |
| ----------------------------------------------------- | ------------ |
| Ministre des Affaires culturelles et de l'Information | Chedli Klibi |

### Remaniement du 4 septembre 1971
| Portefeuille            | Nom         |
| ----------------------- | ----------- |
| Ministre de l'Intérieur | Hédi Nouira |

### Remaniement du 23 octobre 1971
| Portefeuille                     | Nom             |
| -------------------------------- | --------------- |
| Ministre de la Défense nationale | Béchir Mhedhebi |

### Remaniement du 29 octobre 1971
Après avoir présenté la démission de son gouvernement, Hédi Nouira est chargé de constituer un nouveau gouvernement :
| Portefeuille | Nom                      |
| --- | ------------------------ |
| Premier ministre                                                                                                   | Hédi Nouira              |
| Ministre d'État | Taïeb Slim               |
| Ministre de la Justice                                                                                             | Mohamed Bellalouna       |
| Ministre des Affaires étrangères                                                                                   | Mohamed Masmoudi         |
| Ministre de la Défense nationale                                                                                   | Béchir Mhedhebi          |
| Ministre de l'Intérieur                                                                                            | Hédi Khefacha            |
| Ministre de l'Économie nationale                                                                                   | Tijani Chelli            |
| Ministre des Affaires culturelles et de l'Information                                                              | Chedli Klibi             |
| Ministre de la Santé                                                                                               | Driss Guiga              |
| Ministre du Plan                                                                                                   | Mansour Moalla           |
| Ministre des Finances                                                                                              | Mohamed Fitouri          |
| Ministre des Travaux publics et de l'Habitat                                                                       | Mohamed Sayah            |
| Ministre de l'Agriculture                                                                                          | Dhaoui Hannablia         |
| Ministre de l'Éducation nationale                                                                                  | Mohamed Mzali            |
| Ministre des Affaires sociales                                                                                     | Farhat Dachraoui         |
| Ministre des Postes, Télégraphes et Téléphones                                                                     | Habib Ben Cheikh         |
| Ministre de la Jeunesse et du Sport                                                                                | Ahmed Chtourou           |
| Secrétaire d'État auprès du ministre du Plan                                                                       | Mustapha Zaanouni        |
| Secrétaire d'État auprès du ministre de l'Économie nationale                                                       | Mekki Zidi               |
| Secrétaire d'État auprès du ministre de l'Agriculture                                                              | Mohamed Ghedira          |
| Secrétaire d'État auprès du ministre de l'Agriculture                                                              | Abderrahman Ben Messaoud |
| Secrétaire d'État auprès du ministre de l'Éducation nationale, chargé de l'Enseignement technique et professionnel | Fredj Jabbes             |
| Secrétaire d'État auprès du ministre de l'Éducation nationale                                                      | Hamed Zeghal             |
| Secrétaire d'État auprès du ministre des Travaux publics et de l'Habitat                                           | Abdelhamid Sassi         |
| Secrétaire général du gouvernement                                                                                 | Baccar Touzani           |

### Remaniement du 22 mars 1972
| Portefeuille                     | Nom          |
| -------------------------------- | ------------ |
| Ministre de l'Économie nationale | Chedly Ayari |

### Remaniement du 9 août 1972
| Portefeuille                     | Nom             |
| -------------------------------- | --------------- |
| Ministre de la Défense nationale | Abdallah Farhat |

### Remaniement du 17 mars 1973
| Portefeuille                      | Nom             |
| --------------------------------- | --------------- |
| Ministre de l'Intérieur           | Tahar Belkhodja |
| Ministre de l'Éducation nationale | Driss Guiga     |
| Ministre de la Santé              | Mohamed Mzali   |

### Remaniement du 5 juin 1973
| Portefeuille                                 | Nom             |
| -------------------------------------------- | --------------- |
| Ministre de la Jeunesse et du Sport          | Mohamed Sayah   |
| Ministre des Travaux publics et de l'Habitat | Hédi Khefacha   |
| Ministre de la Justice                       | Slaheddine Baly |

### Remaniement du 4 septembre 1973
| Portefeuille                                                          | Nom                 |
| --------------------------------------------------------------------- | ------------------- |
| Secrétaire d'État auprès du Premier ministre, chargé de l'Information | Slaheddine Abdallah |

### Remaniement du 5 novembre 1973
| Portefeuille                                                 | Nom                |
| ------------------------------------------------------------ | ------------------ |
| Secrétaire d'État auprès du ministre des Affaires étrangères | Abdelaziz Hamzaoui |

### Remaniement du 28 novembre 1973
| Portefeuille                                          | Nom                               |
| ----------------------------------------------------- | --------------------------------- |
| Ministre de la Jeunesse et du Sport                   | Fouad Mebazaa                     |
| Ministre délégué auprès du Premier ministre           | Mohamed Sayah                     |
| Ministre des Affaires culturelles                     | Mahmoud Messadi                   |
| Ministre de l'Équipement                              | Hédi Khefacha                     |
| Ministre des Transports et des Communications         | Lassaad Ben Osman                 |
| Secrétaires d'État auprès du ministre de l'Équipement | Abdelhamid Sassi et Larbi Mallakh |

### Remaniement du 14 janvier 1974
| Portefeuille                                                 | Nom              |
| ------------------------------------------------------------ | ---------------- |
| Ministre des Affaires étrangères                             | Habib Chatti     |
| Ministre de la Défense nationale                             | Hédi Khefacha    |
| Ministre des Affaires sociales                               | Mohamed Ennaceur |
| Ministre de l'Équipement                                     | Abdallah Farhat  |
| Secrétaire d'État auprès du ministre de la Défense nationale | Ahmed Bennour    |

### Remaniement du 7 mars 1974
| Portefeuille                                                          | Nom              |
| --------------------------------------------------------------------- | ---------------- |
| Secrétaire d'État auprès du Premier ministre, chargé de l'Information | Mahmoud Maamouri |

### Remaniement du 25 septembre 1974
| Portefeuille                                                          | Nom               |
| --------------------------------------------------------------------- | ----------------- |
| Ministre du Plan                                                      | Chedly Ayari      |
| Ministre de l'Économie nationale                                      | Abdelaziz Lasram  |
| Ministre de l'Agriculture                                             | Hassen Belkhodja  |
| Ministre de l'Équipement                                              | Lassaad Ben Osman |
| Ministre des Transports et des Communications                         | Abdallah Farhat   |
| Secrétaire d'État auprès du Premier ministre, chargé de l'Information | Mustapha Masmoudi |
| Secrétaire d'État auprès du ministre des Affaires étrangères          | Héchmi Kooli      |
| Secrétaire d'État auprès du ministre de l'Éducation nationale         | Hamed Zeghal      |

### Remaniement du 5 novembre 1974
À la suite des élections législatives du 3 novembre 1974, Hédi Nouira est chargé de constituer un nouveau gouvernement :
| Portefeuille                                                          | Nom                      |
| --------------------------------------------------------------------- | ------------------------ |
| Premier ministre                                                      | Hédi Nouira              |
| Ministre de la Justice                                                | Slaheddine Baly          |
| Ministre des Affaires étrangères                                      | Habib Chatti             |
| Ministre de l'Intérieur                                               | Tahar Belkhodja          |
| Ministre de la Défense nationale                                      | Hédi Khefacha            |
| Ministre délégué auprès du Premier Ministre                           | Mohamed Sayah            |
| Ministre du Plan                                                      | Chedly Ayari             |
| Ministre des Finances                                                 | Mohamed Fitouri          |
| Ministre de l'Économie nationale                                      | Abdelaziz Lasram         |
| Ministre de l'Agriculture                                             | Hassen Belkhodja         |
| Ministre de l'Éducation nationale                                     | Driss Guiga              |
| Ministre des Affaires culturelles                                     | Mahmoud Messadi          |
| Ministre de la Santé                                                  | Mohamed Mzali            |
| Ministre de l'Équipement                                              | Lassaad Ben Osman        |
| Ministre des Affaires sociales                                        | Mohamed Ennaceur         |
| Ministre des Transports et des Communications                         | Abdallah Farhat          |
| Ministre de la Jeunesse et du Sport                                   | Fouad Mebazaa            |
| Secrétaire d'État auprès du Premier Ministre, chargé de l'Information | Mustapha Masmoudi        |
| Secrétaire d’État auprès du ministre des Affaires étrangères          | Mongi Kooli              |
| Secrétaire d’État auprès du ministre de la Défense nationale          | Ahmed Bennour            |
| Secrétaire d'État auprès du ministre du Plan                          | Mustapha Zaanouni        |
| Secrétaire d’État auprès du ministre de l’Éducation nationale         | Hédi Zeghal              |
| Secrétaire d'État auprès du ministre de l'Agriculture                 | Mohamed Ghedira          |
| Secrétaire d'État auprès du ministre de l'Agriculture                 | Abderrahman Ben Messaoud |
| Secrétaire d’État auprès du ministre de l'Équipement                  | Abdelhamid Sassi         |
| Secrétaire d’État auprès du ministre de l'Équipement                  | Larbi Mallakh            |

### Remaniement du 19 février 1975
| Portefeuille                                                | Nom               |
| ----------------------------------------------------------- | ----------------- |
| Ministre délégué auprès du Premier ministre, chargé du Plan | Mustapha Zaânouni |

### Remaniement du 31 mai 1976
| Portefeuille                                                                                   | Nom                  |
| ---------------------------------------------------------------------------------------------- | -------------------- |
| Ministre chargé des relations avec l'Assemblée nationale et secrétaire général du gouvernement | Moncef Bel Hadj Amor |
| Ministre de la Défense nationale                                                               | Abdallah Farhat      |
| Ministre de l'Éducation nationale                                                              | Mohamed Mzali        |
| Ministre de la Santé                                                                           | Mongi Kooli          |
| Ministre des Transports et des Communications                                                  | Abdelhamid Sassi     |

### Remaniement du 21 juillet 1976
| Portefeuille                                                 | Nom          |
| ------------------------------------------------------------ | ------------ |
| Secrétaire d’État auprès du ministre des Affaires étrangères | Brahim Turki |

### Remaniement du 9 décembre 1976
| Portefeuille                      | Nom          |
| --------------------------------- | ------------ |
| Ministre des Affaires culturelles | Chedli Klibi |

### Remaniement du 27 décembre 1977
À la suite de la crise ouverte au sein du gouvernement qui a abouti au limogeage de Tahar Belkhodja et du directeur général de la sécurité nationale Abdelmajid Bouslama, remplacé par Zine el-Abidine Ben Ali, et à la démission de six membres du gouvernement entre le 24 et le 26 décembre 1977, un large remaniement est effectué les 26 et 27 décembre pour aboutir à la composition suivante du gouvernement :
| Portefeuille                                                                                       | Nom                   |
| -------------------------------------------------------------------------------------------------- | --------------------- |
| Premier ministre                                                                                   | Hédi Nouira           |
| Ministre-conseiller spécial auprès du président de la République                                   | Habib Bourguiba Jr.   |
| Ministre de la Justice                                                                             | Slaheddine Baly       |
| Ministre des Affaires étrangères                                                                   | Mohamed Fitouri       |
| Ministre de l'Intérieur                                                                            | Dhaoui Hannablia      |
| Ministre de la Défense nationale                                                                   | Abdallah Farhat       |
| Ministre délégué auprès du Premier ministre                                                        | Mohamed Sayah         |
| Ministre délégué auprès du Premier ministre, chargé du Plan                                        | Mustapha Zaânouni     |
| Ministre des Finances                                                                              | Abdelaziz Mathari     |
| Ministre de l'Industrie, des Mines et de l'Énergie                                                 | Rachid Sfar           |
| Ministre du Commerce                                                                               | Slaheddine Ben Mbarek |
| Ministre de l'Agriculture                                                                          | Hassen Belkhodja      |
| Ministre de l'Éducation nationale                                                                  | Mohamed Mzali         |
| Ministre des Affaires culturelles                                                                  | Chedli Klibi          |
| Ministre de la Santé                                                                               | Mongi Ben Hamida      |
| Ministre de l'Équipement                                                                           | Lassaad Ben Osman     |
| Ministre des Affaires sociales                                                                     | Mohamed Jomâa         |
| Ministre des Transports et des Communications                                                      | Abdelhamid Sassi      |
| Ministre de la Jeunesse et du sport                                                                | Fouad Mebazaa         |
| Ministre chargé des relations avec l'Assemblée nationale et secrétaire général du gouvernement     | Othman Kechrid        |
| Secrétaire d’État auprès du Premier ministre, chargé de l'Information                              | Mustapha Masmoudi     |
| Secrétaire d’État auprès du ministre des Affaires étrangères                                       | Brahim Turki          |
| Secrétaire d’État auprès du ministre de l’Éducation nationale                                      | Hédi Zeghal           |
| Secrétaire d'État auprès du ministre des Transports et des Communications                          | Larbi Mellakh         |
| Secrétaire d'État auprès du ministre des Affaires sociales, chargé de la Formation professionnelle | Noureddine Ktari      |

### Remaniement du 13 septembre 1978[12]
| Portefeuille                        | Nom           |
| ----------------------------------- | ------------- |
| Ministre de la Santé                | Fouad Mebazaa |
| Ministre de la Jeunesse et du Sport | Hédi Zeghal   |

### Remaniement du 20 septembre 1978
| Portefeuille                         | Nom                |
| ------------------------------------ | ------------------ |
| Ministre de l'Information            | Chedli Klibi       |
| Ministre des Affaires culturelles    | Mohamed Yalaoui    |
| Ministre de l'Enseignement supérieur | Abdelaziz Ben Dhia |

### Remaniement du 12 septembre 1979
| Portefeuille                     | Nom         |
| -------------------------------- | ----------- |
| Ministre de la Défense nationale | Rachid Sfar |

### Remaniement du 7 novembre 1979
Après les élections législatives du 4 novembre 1979, un large remaniement ministériel est effectué et touche huit ministères, tout en réduisant le nombre de secrétariats d'État à deux. On note le retour de Mohamed Ennaceur qui avait quitté le gouvernement en 1976.
| Portefeuille                                                                              | Nom                 |
| ----------------------------------------------------------------------------------------- | ------------------- |
| Ministre de l'Intérieur                                                                   | Othman Kechrid      |
| Ministre de l'Industrie, des Mines et de l'Énergie                                        | Amor Rourou         |
| Ministre de l'Agriculture                                                                 | Lassaad Ben Osman   |
| Ministre de l'Information et des Affaires culturelles                                     | Fouad Mebazaa       |
| Ministre de la Santé                                                                      | Dhaoui Hannablia    |
| Ministre de l'Équipement                                                                  | Mohamed Ali Souissi |
| Ministre des Affaires sociales                                                            | Mohamed Ennaceur    |
| Ministre des Transports et des Communications                                             | Hassen Belkhodja    |
| Secrétaire général du gouvernement                                                        | Moncef Zaafrane     |
| Secrétaire d’État auprès du Premier ministre, chargé de la Réforme administrative         | Mohamed Chaker      |
| Secrétaire d'État auprès du ministre des Transports et des Communications, chargé des PTT | Brahim Khouaja      |

### Remaniement du1ermars 1980
La désignation de Mohamed Mzali comme coordinateur de l'action gouvernementale, en raison de la maladie de Hédi Nouira, s'est accompagné par le retour de Driss Guiga au sein du gouvernement.
| Portefeuille            | Nom         |
| ----------------------- | ----------- |
| Ministre de l'Intérieur | Driss Guiga |

### Remaniement du 15 avril 1980
| Portefeuille                                  | Nom              |
| --------------------------------------------- | ---------------- |
| Ministre des Affaires étrangères              | Hassen Belkhodja |
| Ministre des Transports et des Communications | Sadok Ben Jemâa  |